# Dame pipi
Une dame pipi ou madame pipi est une personne, souvent une femme, préposée au bon fonctionnement et au nettoyage des toilettes installées dans les lieux publics. Elle y est généralement assise à l'entrée.  Sa rémunération fixe est complétée par un pourboire que les utilisateurs du lieu déposent dans une soucoupe[réf. nécessaire].
Le personnage typique de la dame pipi a inspiré plusieurs nouvelles et films.

## Activités
Les principales activités de la dame pipi consistent à assurer le bon fonctionnement des toilettes. 

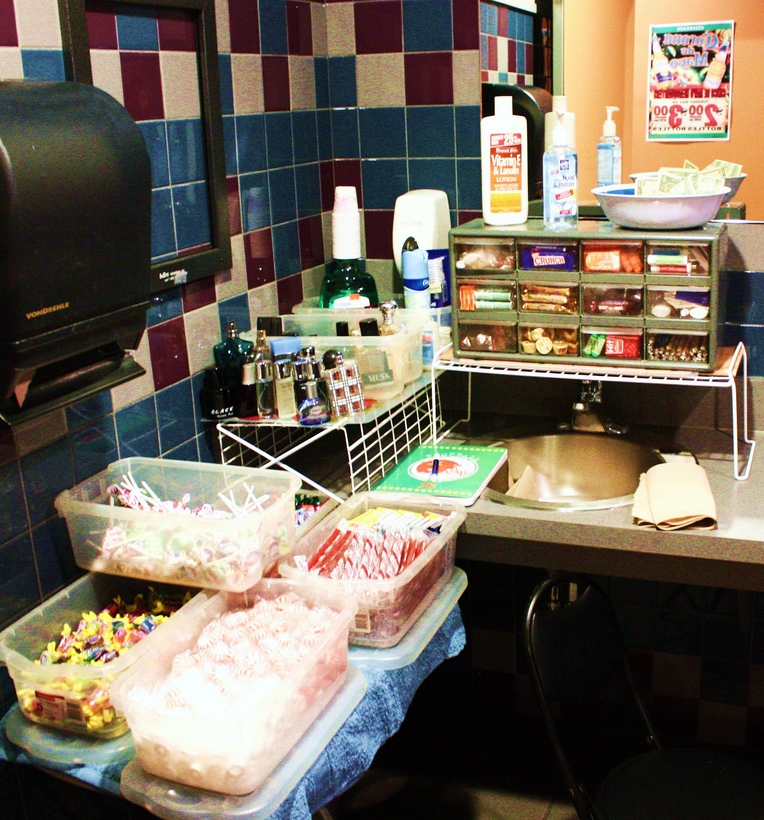
Le poste de travail d'une dame pipi.

Lorsque l'accès est payant, la dame pipi perçoit les droits d'entrée et/ou le cas échéant fournit les jetons ou la monnaie destinés aux monnayeurs automatiques.
La dame pipi veille au bon approvisionnement en produits nécessaires à la bonne utilisation des toilettes, à savoir principalement : le papier toilette, le savon pour les lave-mains et les produits déodorants.
Il ou elle condamne l'accès aux équipements inutilisables (écoulements obstrués, eau non disponible, ...) en attendant que la maintenance soit effectuée par des opérateurs spécialisés.
La dame pipi assure le nettoyage périodique des équipements (urinoirs, cuvettes, lavabos...) et des sols.
Les fonctions de la dame pipi peuvent comporter également des activités commerciales de vente de produits d'hygiène (mouchoirs en papier, lingettes parfumées, dentifrice, brosses à dents, bain de bouche, etc.) ou de parfumerie.

## Genre, image et dénomination
L'expression prend principalement la femme pour modèle, or ce poste peut évidemment être tenu par un homme. Cependant, à l'inverse de « femme de ménage - homme de ménage », la transcription « homme pipi » n'est pas entrée dans le vocabulaire francophone.
L'appellation dame pipi étant quelque peu réductrice et surannée, la désignation officielle de l'emploi utilise généralement une terminologie plus neutre telle que : agent d'accueil et d'entretien, ...
Cette image typique de la dame pipi a inspiré tout ou partie de plusieurs nouvelles et films, tels que :
- Quand les anges tombent (Gdy spadaja anioly), court-métrage réalisé par Roman Polanski, sorti en 1959.
- C'est pas parce qu'on a rien à dire qu'il faut fermer sa gueule, film sorti en 1974.
- La Dame pipi, film court-métrage de Jacques Richard, sorti en 2000, inspiré de la nouvelle « Journal intime » de Roland Topor.

Mikeline, un personnage récurrent créé par l'humoriste Élie Semoun est une dame pipi.

### Articles externes
- «Dame pipi, c’est irrespectueux» dans Libération du 21 janvier 2015